# Hipótesis de la Tierra especial

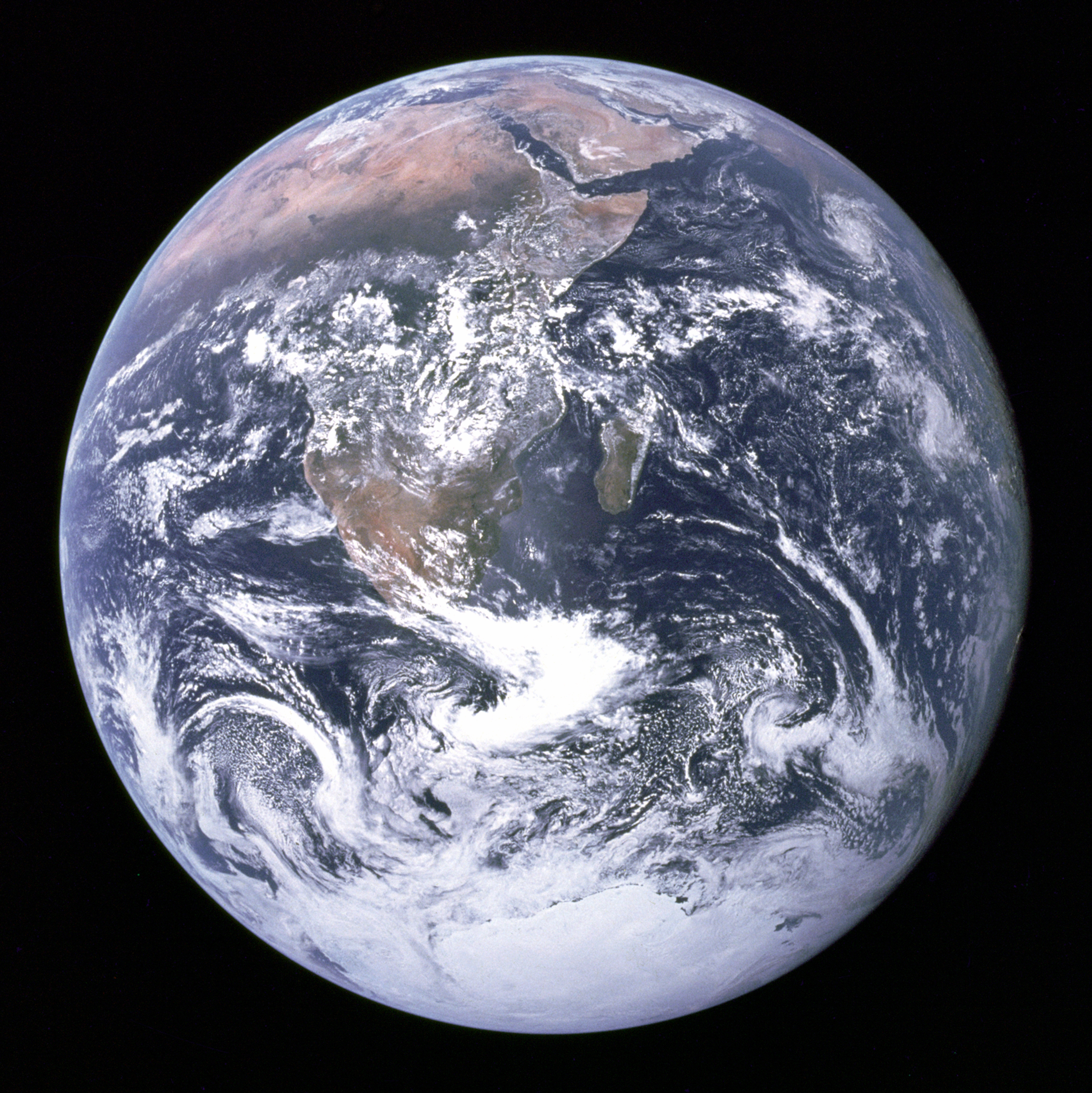
La hipótesis de la Tierra especial plantea que los planetas con formas de vida avanzadas, como la Tierra, serían extremadamente raros

En los campos de la astronomía y la astrobiología, la hipótesis de la Tierra especial plantea que el surgimiento de vida pluricelular en la Tierra requirió la coincidencia de una gran cantidad de eventos y circunstancias astronómicos y geológicos. La hipótesis argumenta que la vida compleja extraterrestre es un fenómeno improbable y extremadamente raro. El término utilizado en inglés es "Rare Earth" y surge del libro de Peter Ward Rare Earth: Why Complex Life Is Uncommon in the Universe (2000).
En contraposición al principio de mediocridad (en línea con el principio de Copérnico), existen los que afirman que la vida en la Tierra no es un caso corriente, y que las condiciones necesarias para su aparición son tan únicas y particulares, que bien puede ser posible que existan muy pocas, o incluso solo un planeta con vida en el universo: la Tierra.  
Los defensores de esta hipótesis alegan que la vida en la Tierra, y en particular la vida humana, parece depender de una larga y extremadamente afortunada cadena de eventos y circunstancias, que bien podrían ser irrepetibles incluso en la escala cósmica.  
Por ejemplo, se menciona habitualmente que sin una Luna tan grande como la que tiene la Tierra, el planeta tendería a presentar una precesión mucho más importante, cambiando drásticamente de inclinación en su rotación, y afectando así de manera caótica al clima y, muy posiblemente, imposibilitando la vida tal como la reconocemos.  
Se mencionan también otras aparentes casualidades afortunadas, como el hecho de que el Sol esté en un lugar de la Vía Láctea relativamente libre de supernovas, en contraposición al centro galáctico, o que el Sol es del tamaño justo para dar energía suficiente, y durar lo suficiente, como para que la vida haya aparecido.  
Otra positiva casualidad para la vida en la Tierra es la existencia de un planeta del tamaño de Júpiter, como apuntan los autores del libro Rare Earth, en una órbita estable, casi circular, y a la distancia suficiente de la Tierra para atrapar numerosos cometas y asteroides que, de otro modo, terminarían impactando con el planeta, arruinando todo tipo de vida incipiente. Estas, entre muchas otras casualidades, separadamente pueden parecer triviales, pero juntas convierten a la Tierra en un lugar cósmicamente especial.  
Sin embargo desde fines del siglo XX, y producto de nuevos descubrimientos, tales como la existencia de moléculas orgánicas en el espacio, la presunta existencia de un océano de agua líquida en Europa, o el demostrado hecho de que los planetas extrasolares son relativamente comunes, y de que por tanto algunos de ellos podrían presentar condiciones factibles para la vida, han hecho que esta hipótesis ya no sea compartida por buena parte de la comunidad científica.

## Requisitos de la hipótesis para la vida compleja
Según la hipótesis de la Tierra especial, el desarrollo de la vida compleja requiere de una serie de circunstancias altamente improbables. En primer lugar es necesario un planeta rocoso que, aparte de estar dentro de unos parámetros geológicos y físicos, tiene que tener unas localizaciones circunestelar y galáctica determinadas. La configuración de cuerpos astrónomicos tampoco puede ser cualquiera dentro del sistema planetario, requiriendo una que sea aproximada a la del Sistema Solar. Adicionalmente, la vida compleja requiere eventos que provoquen cambios evolutivos importantes, incluso extinciones masivas.